# Звук мого голосу (фільм)
Звук мого голосу (англ. Sound of My Voice) — американський психологічний трилер 2011 року, режисера Зала Батманґліджа.
Світова прем'єра стрічки відбулася 2011 року на кінофестивалі «Санденс».

## Сюжет
Молода пара, Пітер (Крістофер Денхам) і Лорна (Ніколь Вішус), вирішують зняти документальний фільм у жанрі журналістського розслідування про нову секту, яка розповсюджує свій вплив в Долині Сан-Фернандо. Секту очолює загадкова дівчина по імені Меґґі (Бріт Марлінг), яка стверджує, що вона — гостя з майбутнього і обіцяє адептам своєї релігії безпечне місце, в якому ті врятуються під час прийдешніх жахливих подій. Пітер і Лорна впевнені, що вона шарлатанка і хочуть визволити її послідовників з пут її культу. Долучившись до групи під виглядом нових учасників, вони досліджують секту зсередини. Але з часом їм починає здаватися, що історія Меґґі може бути правдою.

## У ролях
- Крістофер Денхам — Пітер Аткен
- Ніколь Вішус — Лорна
- Бріт Марлінг — Меґґі
- Давінія Макфедден — Керол Бріґс
- Кендіс Стро — Джоан
- Річард Уортон — Клаус
- Крістін Мейерс — Мел
- Елвін Лем — Лем
- Констанс Ву — Крістін
- Меттью Кері — Ліл

## Сприйняття
Звук мого голосу був визнаний в числі перших інді фільмів на фестивалях у 2011 році у рейтингу критиків фільмів сайту Indiewire.